# Ниномия, Юи
Юи Ниномия (яп. 二ノ宮 ゆい Ниномия Юи, род. 6 сентября 2001 года, префектура Канагава, Япония) — японская сэйю и певица.

## Биография
Юи Ниномия родилась 6 сентября 2001 года в префектуре Канагава. Её интерес к профессии сэйю возник под влиянием аниме-произведений и песням из них. В 2017 году приняла участие в программе пробного прослушивания Jisedai Seiyu☆Miracle Audition (яп. 次世代声優☆ミラクルオーディション Дзисэдай сэйю:☆Миракуру о:дисён) и получила на пару с Аканэ Мацунагой специальную премию. В начале февраля 2018 года Ниномия была утверждена на роль Эмы Хинаты, одной из главных героинь аниме-сериала Aikatsu Friends!, трансляция которого проходила с апреля 2018 года по сентябрь 2019 года. Помимо озвучивания, Ниномия также активно выступала в качестве вокалистки в группе Best Friends!, созданной в рамках этого сериала.
15 января 2020 года Ниномия дебютировала в качестве сольной певицы, выпустив на лейбле Lantis свой первый студийный альбом Ai Toka Kanjo (яп. 愛とか感情 Ай тока кандзё:). Выступает под записанным катаканой именем ニノミヤ ユイ. В аниме-сериале «Питер Грилл и семя рационального мышления» (2020) получила роль девушки-рыцаря Лувелии Санктус и исполнила от её лица открывающую музыкальную тему «Tsuranuite Yuutsu» (яп. つらぬいて憂鬱 Цурануитэ ю:уцу, «Пронзающая меланхолия»), которая была выпущена на одноимённом сингле 19 августа 2020 года. Также исполнила тематическую песню «Akai Kizuna» (яп. 紅い絆 Акай кидзуна, «Багряные узы») к аниме-сериалу Kaoru no Taisetsu na Mono (2020—2021), открывающую тему «Dark seeks light» к The World’s Finest Assassin Gets Reincarnated in Another World as an Aristocrat (2021) и две закрывающие: «Sanbunteki Life» (яп. 散文的LIFE Самбунтэки райфу, «Прозаическая жизнь») к Tesla Note (2021) и «Konsei Dai Kakumei» (яп. 今世大革命 Консэй дай какумэй, «Эта великая революция») к третьему сезону Classroom of the Elite (2024).
Сотрудничает с Horipro International, одним из подразделений крупного агентства талантов Horipro.

## Личная жизнь
27 февраля 2024 года Ниномия взяла перерыв в карьере по состоянию здоровья. 31 августа этого же года возобновила карьеру.

## Избранная фильмография

### Аниме-сериалы
- 2018—2019 — Aikatsu Friends! — Эма Хината[3]
- 2019—2020 — Aikatsu on Parade! — Эма Хината
- 2020—2021 — Kaoru no Taisetsu na Mono — Сатору[10]
- 2020 — Micchiri Wanko! Animation — Руй[17]
- 2020 — «Питер Грилл и семя рационального мышления» — Лувелия Санктус[7]
- 2021 — Aikatsu Planet! — Поп Мелон Креп
- 2021 — The World’s Finest Assassin Gets Reincarnated in Another World as an Aristocrat — Нуан
- 2022 — In the Land of Leadale — Мимили
- 2022 — «Питер Грилл и семя рационального мышления 2» — Лувелия Санктус[18]
- 2023 — Ура мечте! Это MyGO!

### Аниме-фильмы
- 2022 — Aikatsu Planet! The Movie — Поп Мелон Креп
- 2022 — Guardy Girls — Сильвия[19]
- 2022 — Idol Bu Show — Эрина Исаяма[20]

### Компьютерные игры
- 2021 — The Idolmaster Cinderella Girls — Макино Ягами[21]
- 2023 — Code Geass: Lelouch of the Rebellion Lost Stories — Савитри Кагари[22]
- 2025 — Assassin’s Creed Shadows

## Дискография
Примечание: Все произведения выпущены на лейбле Lantis.

### Альбомы
| Название                       | Дата выпуска       | Номер             | Высшая позиция в чарте Oricon |
| Студийные альбомы              | Студийные альбомы  | Студийные альбомы | Студийные альбомы             |
| ------------------------------ | ------------------ | ----------------- | ----------------------------- |
| Ai Toka Kanjo (яп. 愛とか感情) | 15 января 2020 г.  | LACA-15805        | —                             |
| Мини-альбомы                   |                    |                   |                               |
| Aijo Kairi (яп. 哀情解離)      | 23 декабря 2020 г. | LACA-15849        | —                             |
| Honkai (яп. 本壊)              | 2 августа 2023 г.  | LACA-25062        | —                             |

### Синглы
| Название                                                             | Дата выпуска       | Номер (тип издания)                                                                             | Высшая позиция в чарте Oricon |
| -------------------------------------------------------------------- | ------------------ | ----------------------------------------------------------------------------------------------- | ----------------------------- |
| «Tsuranuite Yuutsu» (яп. つらぬいて憂鬱)                             | 19 августа 2020 г. | LACM-24011                                                                                      | —                             |
| «Dark seeks light/Sanbunteki Life» (яп. Dark seeks light/散文的LIFE) | 3 ноября 2021 г.   | LACM-24205 (Artist Edition) LACM-24206 (Ansatsu Kizoku Edition) LACM-24207 (Tesla Note Edition) | 46                            |
| «Konsei Dai Kakumei» (яп. 今世大革命)                                | 28 февраля 2024 г. | LACM-24501 (Artist Edition) LACM-24502 (Yojitsu Edition)                                        | 36                            |

## Награды и номинации
| Год  | Награда               | Результат  | Категория    | Работа                                                                                                | Прим.  |
| ---- | --------------------- | ---------- | ------------ | --- | ------ |
| 2022 | Anime Trending Awards | 12-е место | Опенинг года | «Dark seeks light» из The World’s Finest Assassin Gets Reincarnated in Another World as an Aristocrat | [ 25 ] |